# Pedro Aleixo
Pedro Aleixo (Mariana, 1 de agosto de 1901 — Belo Horizonte, 3 de março de 1975) foi um advogado, jornalista, professor e político brasileiro, tendo sido o 16.º vice-presidente do Brasil entre 1967 e 1969, impedido de tomar posse da presidência da República pela junta militar de 1969. Foi também deputado estadual, deputado federal e ministro da Educação no governo do presidente Castelo Branco.

## Biografia

### Vida familiar e primeiros anos
Nasceu em São Caetano, um distrito do município de Mariana, em Minas Gerais, no dia 1 de agosto de 1901, filho do comerciante José Caetano Aleixo e de Úrsula Martins Aleixo. Casou-se em 29 de outubro de 1925 com Maria Stuart Brandi Aleixo, mais conhecida como Mariquita, com quem teve três filhos.
Um de seus irmãos, Alberto Aleixo, participava da produção e distribuição do periódico Voz Operária, do PCB. Alberto foi preso e torturado em 1975 pelo regime no Rio de Janeiro, falecendo em 7 de agosto em decorrência das condições a que foi submetido na prisão.

### Estudos e carreira
Teve seus primeiros estudos no Colégio Malheiros em Ouro Preto. Ingressou em 1918 no curso de direito da Faculdade de Direito de Minas Gerais, formando-se em 1922. Exerceu a advocacia no escritório do Dr. Abílio Machado, junto com o seu colega de turma Milton Campos. Paralelamente a sua formação jurídica, exercia também o jornalismo e em 1928, foi um dos fundadores e diretor do jornal Estado de Minas. Foi eleito para o cargo de conselheiro municipal de Belo Horizonte (1927-1930). Em 1928 foi aprovado como professor de Direito Penal, passando dar aulas no curso de doutorado na mesma Faculdade que se formara.
Na sua cidade natal, Mariana, ajudou, em 1963, na fundação da Academia Marianense de Letras, Ciências e Artes, tendo se tornado imortal pela instituição.

## Vida política

### Deputado constituinte
Na política, apoiou a Aliança Liberal e foi um dos mentores intelectuais da Revolução de 1930. Elegeu-se deputado à constituinte de 1934. Em 4 de maio de 1937, apoiado por Getúlio Vargas, derrotou o líder mineiro, também da Aliança Liberal, Antônio Carlos na disputa pela presidência da Câmara dos Deputados, sendo portanto o primeiro substituto de Getúlio, pois não havia a figura do vice-presidente na Constituição de 1934. Foi em sua gestão que o presidente Getúlio Vargas instaurou o Estado Novo no Brasil através do golpe de 10 de novembro de 1937.
Com o Congresso Nacional fechado, Pedro Aleixo voltou a advogar, sendo eleito, em 1938, Presidente do Instituto da Ordem dos Advogados de Minas Gerais. Alguns anos depois voltou-se contra Getúlio Vargas, sendo um dos signatários do Manifesto dos Mineiros, em 24 de outubro de 1943, em favor do retorno ao estado de direito.

### Deputado estadual
Fundador da União Democrática Nacional, tendo sido eleito presidente da seção mineira deste partido. Elegeu-se deputado estadual e foi secretário de estado do Interior e Justiça no governo Milton Campos, de 1947 até julho de 1950.

### Deputado federal
Eleito novamente deputado federal em 1958 e 1962, pela UDN, destacou-se por fazer acirrada oposição aos governos de Juscelino Kubitschek e João Goulart. Foi um dos líderes civis do golpe militar de 1964, tendo se filiado à ARENA. Entre 10 de janeiro e 30 de junho de 1966 exerceu o cargo de ministro da Educação e Cultura no governo Castelo Branco.

### Vice-presidente do Brasil

Pedro Aleixo em 1971.

Eleito vice-presidente da república na chapa do marechal Artur da Costa e Silva, pela Aliança Renovadora Nacional, em 3 de outubro de 1966, Pedro Aleixo se posicionou contra a edição do AI-5 chegando inclusive a elaborar uma revisão da constituição de 1967, a fim de restaurar a legalidade. Contudo, a doença do presidente da república impediu que tal intenção se concretizasse. Consumado o afastamento de Costa e Silva, em virtude de um derrame, e a decretação do AI-12 em 31 de agosto de 1969 foi impedido de exercer seu direito constitucional de assumir o cargo pelos ministros militares, que mais tarde consideraram extinto seu mandato, por força do AI-16, de 14 de outubro de 1969. Em 1970 desligou-se da ARENA e tentou organizar, sem sucesso, o Partido Democrático Republicano.
Como vice-presidente da república, foi o último nesta condição a exercer a presidência do Senado Federal. Assumiu a Presidência da República entre 11 e 14 de abril de 1967, em razão de uma viagem de Costa e Silva ao Uruguai.

## Morte
Pedro Aleixo faleceu em 3 de março de 1975 em Belo Horizonte por complicações decorrentes de um câncer de pulmão, tendo sido sepultado no dia seguinte no Cemitério do Bonfim, também na capital mineira.

## Homenagens

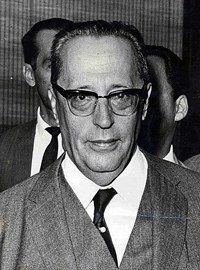

Em 2011, conforme a Lei n° 12 486, de 12 de setembro, o nome do cidadão Pedro Aleixo foi incluído na galeria dos que foram ungidos pela Nação Brasileira para a Suprema Magistratura. Isso significa que ele deve ser considerado um ex-presidente da República, para todos os efeitos legais. Sua foto foi posteriormente, em 2018, incluída na galeria de presidentes da República.
Em Contagem (MG), há o Fórum Doutor Pedro Aleixo.
Na Câmara dos Deputados, a biblioteca passa a se denominar Biblioteca Pedro Aleixo, por meio da Resolução nº 104, de 3 de dezembro de 1984.
No distrito de Bandeirantes, situado em Mariana, Minas Gerais, sua terra natal, existe o Centro Comunitário Presidente Pedro Aleixo, que abriga um acervo de objetos de sua história e memória. Ainda no município de Mariana, a Lei nº 3 170, de 5 de outubro de 2017, instituiu a Medalha do Mérito Jurídico Presidente Pedro Aleixo.

## Obras publicadas
- O Peculato no Direito Penal Brasileiro. Tese apresentada em concurso à Faculdade de Direito da Universidade de Minas Gerais para a cadeira de Direito Penal, Belo Horizonte: Gráfica Belo Horizonte, 1956.
- Imunidades parlamentares. Belo Horizonte: Revista Brasileira de Estudos Políticos, 1961.
- Em defesa do Congresso Nacional. Discurso proferido na Sessão de 19 de abril de 1963, Brasília, Câmara dos Deputados: 1963.

E teve diversos artigos, pareceres, votos e discursos parlamentares publicados no decorrer de sua carreira política.